# Maria Wyke
Maria Wyke (Londres, 13 de julho de 1957) é uma acadêmica britânica e professora de latim na University College de Londres. É especialista em poesia latina de amor, estudos sobre a recepção do período clássico e na interpretação dos papéis de homens e mulheres no mundo antigo. Também escreveu amplamente sobre o papel da figura de Júlio César na cultura ocidental.

## Vida
Maria Wyke nasceu em Londres em 1957, filha de mãe mexicana e pai australiano. Foi educada em escolas católicas e fez estudos clássicos no Somerville College, Oxford (1976–1980). Posteriormente, completou seu doutorado no King's College, Cambridge.
Iniciou sua carreira acadêmica na Universidade de Manchester, de onde ingressou no Queen's College (Oxford), e no Newnham College (Cambridge). Em 1992, tirou um ano para estudar cinema e televisão no British Film Institute, e depois ingressou na Universidade de Reading, onde tornou-se professora de latim. Ingressou na University College de Londres em setembro de 2005 como professora de latim.
Sua pesquisa centra-se na poesia latina de amor e na interpretação dos papéis de homens e mulheres no mundo antigo. É co-diretora do Centro de Pesquisa em Dinâmica da Civilização (CREDOC) e vice-diretora dos Programas Interdisciplinares de Pesquisa do Centro de Humanidades da UCL (CHIRP).
Enquanto estava em Cambridge, começou a pesquisar como os romanos eram apresentados no cinema, com o incentivo de Mary Beard. Na época, havia poucas pesquisas sobre o retrato de romanos na cultura popular do século XX. Recebeu financiamento da Fundação Wingate, da Escola Britânica em Roma e da Academia Britânica, e publicou um livro sobre o tema em 1997, Projecting the Past: Ancient Rome, Cinema and History. Posteriormente, recebeu uma bolsa de estudos Balsdon da Escola Britânica em Roma para dar continuidade a essa pesquisa, analisando o filme Sebastiane de Derek Jarman e o papel da figura de Júlio César na cultura ocidental. Para este último, editou uma coleção de ensaios publicado pela Blackwell em 2006 (Julius Caesar in Western Culture), com a criação de Caesar: A Life in Western Culture (Granta, 2007; University of Chicago, 2008) e, mais recentemente, escrevendo Caesar in the USA, publicado pela University of California Press em 2012.
Wyke é casada e tem uma filha.

## Publicações selecionadas
- An Illusion of the Night: Women in Ancient Societies, Macmillan, 1994. (editora com Leonie Archer e Susan Fischler)
- Projecting the Past: Ancient Rome, Cinema and History, Routledge, 1997.
- Gender and the Body in the Ancient Mediterranean, Blackwell, 1998. (editora)
- Parchments of Gender: Deciphering the Bodies of Antiquity, Oxford University Press, 1998. (editora)
- The Uses and Abuses of Antiquity, Peter Lang, 1999. (Editado com Michael Biddiss)
- The Roman Mistress: Ancient and Modern Representations, Oxford University Press, 2002.
- Roman Bodies: From Antiquity to the Eighteenth Century, British School at Rome, 2005. (Editado com Andrew Hopkins)
- Julius Caesar in Western Culture, Blackwell, 2006. (editora)
- Caesar: A Life in Western Culture, Granta, 2007; University of Chicago, 2008.
- Perceptions of Horace: A Roman Poet and His Readers, 2009. (Editado com Luke Houghton)
- Caesar in the USA, University of California Press, 2012.
- Antiquity in Silent Cinema, Cambridge University Press, 2013. (Editado com Pantelis Michelakis)